# Мударісов Рушат Салихович
Мударісов Рушат Салихович (тат. Рушат Салих улы Мөдәрисов; нар. 24 лютого 1974, Сабаєво ) — драматичний актор, актор уфимського державного татарського театру «Нур» (з 1993), народний артист республіки Башкортостан (2019)  .

## Біографія
Народився 24 лютого 1974 року в селі Сабаєво Буздякського району БАССР  .  Рушат з дитинства, як і батько, займався співом, був одним з активних учасників шкільного самодіяльного театрального гуртка. Брав участь в культурних заходах, концертах, різних оглядах і конкурсах, що проводяться в районі та селі. У рік закінчення школи вступив на спеціальний курс театру «Нур». Закінчив першу спеціальну групу на акторському відділенні театрального факультету Уфимського державного інституту мистецтв, перший татарськомовних курс. З другого курсу (1993 рік) почав брати участь в колективних постановках. У тому ж році був прийнятий в штат театру і з тих пір працює в ньому. Вперше вийшов на сцену в колективному образі в драмі Фатіха Сайф-Казанлі «Життя без злоби».

## Творчість
За час роботи в театрі Рушат створив відносно велику галерею сценічних образів. Сьогодні він є одним з провідних артистів театру. Вніс великий внесок у розвиток і становлення молодого колективу. Працював з режисером Ахтямов Абушахмановим і іншими .

## Ролі
- Самсон - « Ромео і Джульєтта », Вільям Шекспір.
- Жамалетдін - «Банкрут», Галіаскар Камал.
- Ісмагил - «Галіябану», Мірхайдар Файзі.
- Бакий - «Білий калфакі», Мірхайдар Файзі.
- Рашит - «Ніжний наречений», Карім Тинчурін.
- Юнак - «Зулейха», Гаяз Исхаки.
- Офіціант - «Осінь», Гаяз Исхаки.
- Лікар - «Три аршини», Туфан Міннуллін.
- Рахматулла Хурматулловіч - «Жених на шість дочок», Туфан Міннуллін.
- Набіулла - «Близнюки», Ангам Атнабаєв.
- Салах - «Водний шлях», Нажиб Асанбаєв.
- Іслам - «Біле плаття моєї мами», Шаріф Хусаїнов.
- Гулай - «Хіджра», Накі Ісанбет.
- Шайхулла - «Срібний дзвін в серцях», Данило Саліхов.
- Агроном Гата - «Провісник», Зульфат Хакім.
- Гафур - «Втрачена надія», Хаміт Іргалін.
- Нурі - «Сьомий наречений», Хабіру Ібрагім.

## Нагороди та почесні звання
- Заслужений артист республіки Башкортостан (2008)
- Народний артист республіки Башкортостан (2019)